# Selfkant
Selfkant (tiếng Hà Lan: Selfkant hay Zelfkant) là một đô thị ở huyện Heinsberg, trong Nordrhein-Westfalen, Đức. Đây là đô thị cực tây của Đức, giáp Hà Lan với 27 km đường biên giới.
Bản mẫu:Cities and towns in Heinsberg (district)